# Richard von Neimans
Richard Freiherr von Neimans (* 28. April 1832 in Speyer; † 15. März 1858 in Kairo) war ein deutscher Forschungsreisender.

## Leben
Er war der Sohn des Regierungsdirektors Friedrich von Neimans (1788–1850) und seiner Gattin Amalie von Gienanth, Tochter des pfälzischen Industriellen Ludwig von Gienanth.
Neimans studierte Rechtswissenschaft an der Julius-Maximilians-Universität Würzburg und der Ruprecht-Karls-Universität Heidelberg. Er wurde im Corps Rhenania Würzburg (1850/51) und im Corps Guestphalia Heidelberg (1851) aktiv. Die  Krone Bayern ernannte ihn zum Kammerjunker.
Nachdem er zum Dr. iur.  promoviert worden war, trat er in den diplomatischen Dienst. Er bildete sich in  orientalischen Sprachen (besonders im Arabischen) aus. Im Herbst 1856 traf er in Kairo ein, um eine Forschungsreise nach Darfur und in die Region Wadai vorzubereiten. Begleitet wurde er von Theodor Bilharz, mit dem er das Grab von Jean Louis Burckhardt wiederentdeckte. Völlig unerwartet starb Neimans einen Tag vor Antritt der geplanten Expedition an Tetanus, den er sich bei einer Zahnoperation zugezogen hatte. Als Legationsrat wurde er keine 26 Jahre alt. Bilharz berichtete ausführlich über den gemeinsamen Aufenthalt in Ägypten und die Todesumstände von Neimans.

## Werke
- Das rothe Meer und die Küstenländer im Jahre 1857 in handelspolitischer Beziehung : beleuchtet nach eigener Anschauung und Forschung während der Monate Juni bis November 1857 an der Küste von Hedjaz In: ZDMG., Band 12 (1858) ULB Halle
- Das rothe Meer und die Küstenländer im Jahre 1857 in handelspolitischer Beziehung: beleuchtet nach eigener Anschauung und Forschung während der Moante Juni bis November 1857 an der Küste von Hedjaz. In: Zeitschrift der Deutschen Morgenländischen Gesellschaft, Band 12. 1858. S. 391–441 (Digitalisat).